# Octavian Goga
Octavian Goga (Rășinari, 1º aprile 1881 – Ciucea, 7 maggio 1938) è stato un politico e poeta rumeno, primo ministro della Romania dal 2 dicembre 1937 al 10 febbraio 1938.

## Biografia
La sua carriera politica iniziò nel 1918, quando egli divenne membro del governo provvisorio della Transilvania. A seguito dell'annessione della regione alla Romania, ricoprì l'incarico di Ministro dell'Istruzione nel biennio 1919-1921. Nel 1932 fondò il Partito Nazionale Contadino e nel 1937 divenne Presidente del Consiglio, anche se rimase in carica per pochi mesi.
Il 18 gennaio 1938 fece indire delle elezioni, che si sarebbero dovute svolgere in marzo; in vista di queste consultazioni, cercò di negoziare un'alleanza elettorale con Corneliu Zelea Codreanu, leader della Guardia di Ferro: questa mossa gli fece definitivamente perdere l'appoggio del re Carol II, con cui i rapporti erano ormai declinanti. 
Il 10 febbraio 1938 Carol II - in combutta col ministro degli Interni Armand Călinescu - ricevette Goga e gli disse di rinviare le imminenti elezioni; Goga, per reazione, si dimise e rifiutò di partecipare al governo di unità nazionale che il re nominò lo stesso giorno. Si ritirò nella sua tenuta di Ciucea, in Transilvania, dove fu colpito da un ictus il 5 maggio 1938; morì due giorni dopo.
Carol II ordinò un funerale di Stato per lui che, a causa della festività del 10 maggio, dovette iniziare l'11 maggio. Per due giorni, domenica 8 maggio e lunedì 9 maggio, il pellegrinaggio continuò davanti al catafalco di Ciucea. Martedì 10 maggio il treno funebre è partito per Bucarest. Il feretro venne deposto giorno 11 nella rotonda dell'Ateneo, dove rimase fino al 14, quando si svolsero le esequie. In accordo con la sua volontà, non furono pronunciate orazioni e sulla salma fu posta una svastica nazista.
Scrisse poesie socialmente impegnate quali La terra ci chiama (1909) e Canti senza patria (1919). Nel 1919 divenne Ministro dell'istruzione. La sua opera più famosa è il dramma Mastro Manole (1924). Durante gli anni 1930 aderì al fascismo, introducendo nel 1938 leggi antisemite.
Fu membro della Massoneria.